# JWH-210
JWH-210 — органическое химическое соединение. Является анальгетиком, принадлежащим к семейству нафтоилиндолов.

## Свойства
(1-пентил-1H-индол-3-ил)(4-этилнафталин-1-ил)метанон JWH-210 анальгетик, вещество которое действует как возбудитель рецепторов СВ2 и СВ1.
JWH-210 упоминается наряду с гомологами (JWH-122 и JWH-182).
Является одним из самых продолжительных по своему воздействию наряду с другими канабиоидами.
Действие данного вещества на рецепторы СВ2 и СВ1 длится около 5—6 часов.
Впервые синтезировано в 1990-х американским химиком Джоном Хаффманом.